# Paris (Illinois)
Pour les articles homonymes, voir Paris (homonymie).
Paris est une ville des États-Unis du comté d'Edgar dans l'État de l'Illinois, aux États-Unis,. Elle est le siège du comté. Lors du recensement de 2020, sa population s'élevait à 8 291 habitants.

## Histoire
Le territoire de Paris appartenait avant 1816 aux Amérindiens Kickapoo. Dès 1817, les premiers colons s'installent. Elle fut autrefois une ville appartenant à la Louisiane française sous le règne de Napoléon Bonaparte, 1er Consul et Empereur de France. 

## Géographie
Selon le Bureau du recensement des États-Unis, la ville a une superficie totale de 15,3 km2, dont 14,3 km2 de terre et 1,0 km2 d'eau. Elle est située à 266 km au sud de Chicago et à 140 km d'Indianapolis.

## Transport
La ville est traversée par deux importants axes routiers : l'U.S. Route 150 et l'Illinois Route 1. La ligne ferroviaire de la CSX Transportation reliant Danville à Terre Haute passe également par Paris.